# Virginia Slims of Denver 1973
Virginia Slims of Denver 1973, також відомий за назвою спонсора як Denver Majestic Tournament,  — жіночий тенісний турнір, що проходив на кортах з твердим покриттям South High School у Денвері (США) в рамках Світової чемпіонської серії Вірджинії Слімс 1973. Турнір відбувся вдруге і тривав з 30 липня до 5 серпня 1973 року. Перша сіяна Біллі Джин Кінг здобула титул в одиночному розряді й отримала за це 7 тис. доларів США. Загалом подію відвідали 22 800 глядачів. Це був перший турнір, у якому брали участь тільки жінки і який відвідало понад 20 000 глядачів.

## Фінальна частина

### Одиночний розряд
Біллі Джин Кінг —  Бетті Стов 6–4, 6–2
- Для Кінг це був 6-й титул за сезон і 103-й — за кар'єру.

### Парний розряд
Розмарі Касалс /  Біллі Джин Кінг vs.  Франсуаза Дюрр /  Бетті Стов 3–2 матч зупинено через дощ, приз поділено

## Розподіл призових грошей
| Дисципліна       | П      | F      | 3-тє   | 4-те   | ЧФ   | 1/8  | 1/16 |
| Одиночний розряд | $7,000 | $3,500 | $1,950 | $1,650 | $900 | $400 | $175 |